# Juncosa

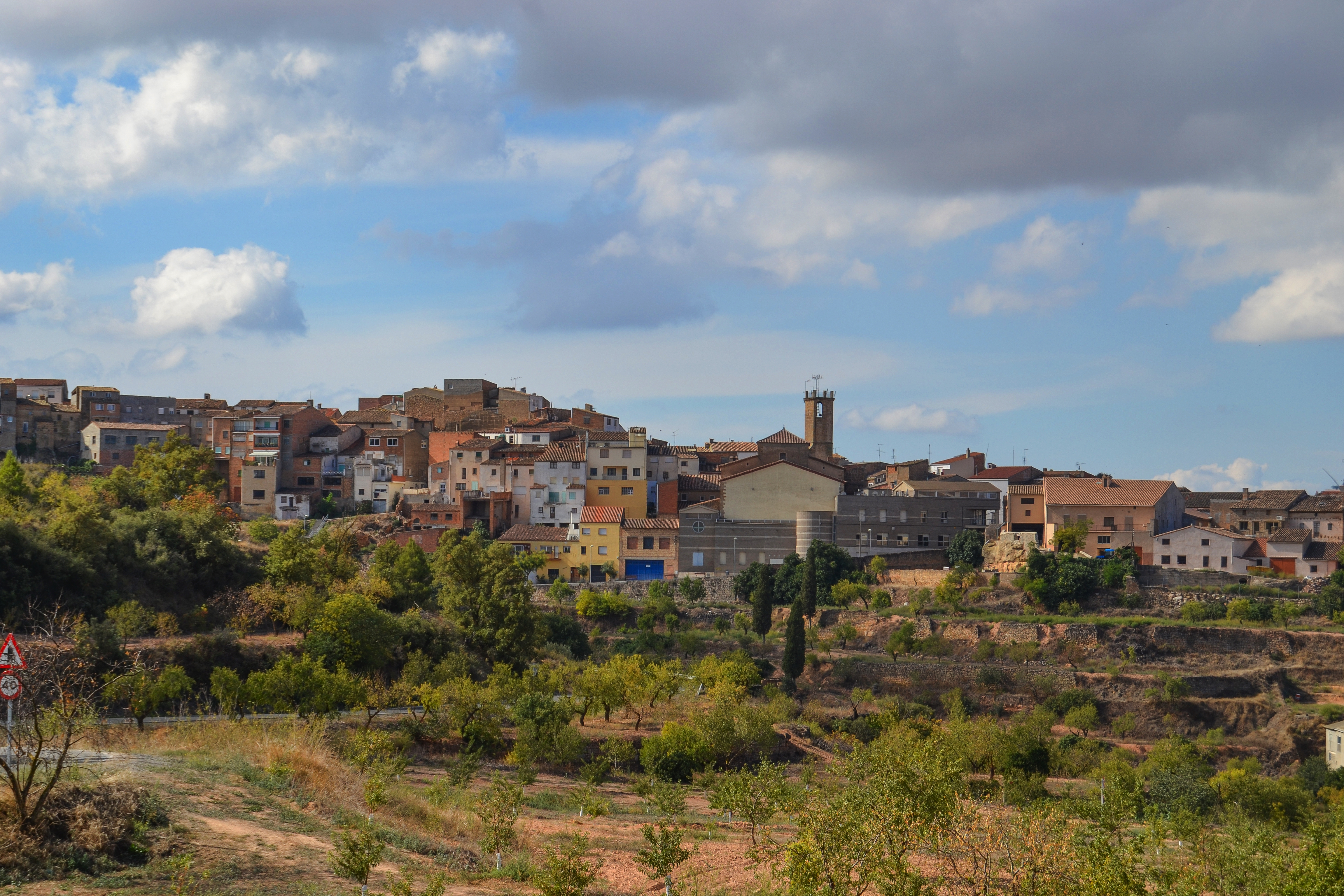

Juncosa là một đô thị trong tỉnh Lleida, cộng đồng tự trị Cataluña Tây Ban Nha. Đô thị Juncosa có diện tích là 76,36 ki-lô-mét vuông, dân số năm 2009 là 479 người với mật độ 6,27 người/km². Đô thị Juncosa có cự ly km so với tỉnh lỵ Lleida.